# スルチン (地名)

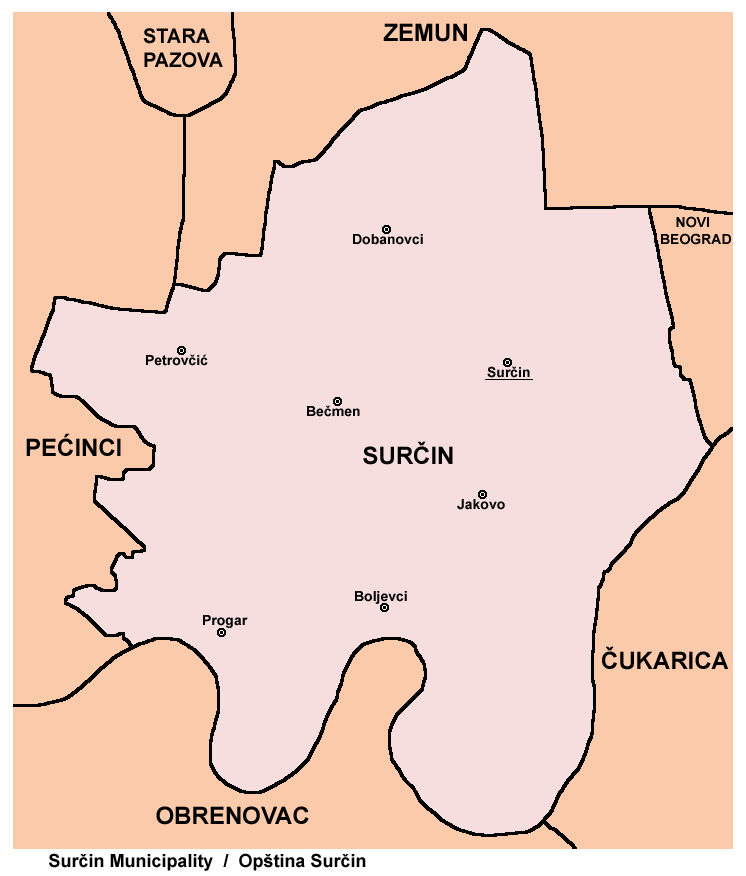
スルチン区の町

スルチン（セルビア語:Сурчин / Surčin）は、セルビアの首都・ベオグラードを構成する17の自治体（オプシュティナ）のひとつ（スルチン区）であり、またその中心をなす地区の呼称である。ベオグラードの空の玄関口であるベオグラード・ニコラ・テスラ空港の所在地であり、2003年にゼムン区から分離して新設された。2002年の時点で、スルチン区に相当する地域の人口は38,695人であり、その中心を成す地区の人口は14,292人であった。

## 町

### 場所
スルチンは、歴史的にスレムと呼ばれてきた、ドナウ川とサヴァ川に挟まれた地域の東端近くにあり、ベオグラード中心部から20キロメートルほど西に離れている。ベオグラード－ザグレブ道路のすぐ南に位置し、2011年に開通予定のベオグラード・バイパス（Belgrade bypass）経路上にある。

### 住民
スルチンをはじめとする、スルチン区の主な集落の人口は急成長を続けている。スルチンは東に位置するベオグラード中心部からは離れており、市街地が繋がっているわけではないが、区内の市街地は道路に沿って拡大を続けており、ベオグラード中心部とスルチンは市街地としての一体化が進んでいる。人口増加に伴って区内の各集落とも市街地が結びつくようになってきており、スルチンからは北のドバノヴツィ（Dobanovci）、南のヤコヴォ（Jakovo）、西のベチュメン（Bečmen）へと結びついている。
国勢調査によるスルチン地区の人口は以下のとおりである:
- 1921年 - 3,250人
- 1931年 - 3,502人
- 1961年 - 6,160人
- 1971年 - 10,550人
- 1981年 - 12,575人
- 1991年 - 11,826人
- 2002年 - 14,292人

#### 民族別
2002年の国勢調査による民族別の住民構成は以下のとおりである:
- セルビア人 = 12,358人（86.47%）
- ロマ = 702人（4.91%）
- クロアチア人 = 377人（2.64%）
- ユーゴスラビア人 = 79人（0.55%）
- モンテネグロ人 = 75人（0.53%）
- その他

### 歴史
スルチンの町にあたる地域には太古の昔から人類が住んできた。新石器時代、青銅器時代、石器時代、ローマ帝国時代にこの地域に人が住んでいたことが確認されている。

## 自治体

### 場所
自治体としてのスルチン区はベオグラードの西部、スレム地域の東部に位置している。北はゼムン区、東はノヴィ・ベオグラード区と接している。区の西の境はヴォイヴォディナ自治州との州境となっており、サヴァ川が南の区境となっている。サヴァ川を挟んでその南にはベオグラードのチュカリツァ区（Čukarica）およびオブレノヴァツ区（Obrenovac）と接している。

### 地理
区の領域は平らな湿地帯であり、区の南部はサヴァ川の氾濫原である。ガロヴィツァ川（Galovica）やヤルチナ川（Jarčina）をはじめとして、区内には多くの小さな川が流れている。
この他の地理的特徴としては、フェネク池（Fenek）やジヴァチャ池（Živača）、ボイチンの森（Bojčinska šuma）、サヴァ川の中洲・プロガルスカ・アダ（Progarska ada）などの地形があがる。

### 人口
1991年から2002年までに、区の領域の人口は35,591人から38,695人に増加した。この増加の多くが、一連のユーゴスラビア紛争で家を失ったクロアチアやボスニア・ヘルツェゴビナからのセルビア人難民である。こうした難民の多くが、2002年以降になってセルビアの市民権を得ており、これを含めると人口はさらに多くなっていると考えられる。

#### 民族別
2002年の国勢調査による、区の領域の民族別住民構成は以下のとおりである:
- セルビア人 = 34,055人（88.01%）
- スロバキア人 = 1,417人（3.66%）
- ロマ = 922人（2.38%）
- クロアチア人 = 460人（1.19%）
- ユーゴスラビア人 = 223人（0.58%）
- その他

区内のすべての地区で、セルビア人が多数派を形成している。

### 地区
区内の集落は以下のとおりである:
町
- スルチン（Surčin）
- ドバノヴツィ（Dobanovci）

村
- ボリェヴツィ（Boljevci）
- ベチュメン（Bečmen） - クルチュ（Ključ）も含まれる
- プロガル（Progar）
- ペトロヴチッチ（Petrovčić）
- ヤコヴォ（Jakovo） - ストレメン（Stremen）も含まれる

### 歴史
スルチンは1965年までスルチン自治体の中心であったが、その後ゼムンと合併した（この時までに、ボリェヴツィとドバノヴツィはスルチンと合併している）。1990年代以降、再びゼムンからの分離を目指す動きが活発化した。人口を5万人以上と定めるなど、区の新設に関するベオグラード市の憲章を完全には満たしていなかったものの、ベオグラード市議会は2003年11月24日にスルチン区をゼムン区から分離することを決議し、区議会選挙が行われる2004年11月3日までは暫定的にゼムンの行政の管轄下に置かれることとされた。しかし、区政が正式に発足した2004年以降、区の政治は混迷を続けた。
スルチン地区の代表:
- 2003年11月24日 - 2004年11月3日: Vojislav Janošević（1946年生、民主党）

スルチン区長:
- 2004年11月3日 - 2005年11月24日: Rajko Matović（1960年生、セルビア急進党）
- 2004年8月13日 - 2005年11月24日: Vladimir Aleksandrov（1940年生、もとセルビア急進党。自治省非公認）
- 2005年11月24日 - : Vojislav Janošević（民主党）

### 経済
区の住民の多くは農業に従事している。スルチン地区には豚の飼育が行われる広大な農地があり、この他の地区の農作物の多くはベオグラードへと供給されている（「郊外農業」。果物や野菜など）
区で最も特筆すべき施設として、ベオグラード・ニコラ・テスラ空港がある。空港は1962年4月28日に開港し、それまでのベジャニヤ（Bežanija）の空港から役目を引き継いだ。空港には、ベオグラード航空博物館も併設されている。
ベオグラード－ザグレブ道路は区の領域を通っており、また、ベオグラードの南の郊外を半周するベオグラード・バイパスのスレム部分（ドバノヴツィ－スルチン－ヤコヴォ－オストルジュニツァ（Ostružnica））は既に開通している。また、国際貨物鉄道の線路もこのバイパスと並走している。